# 마가렛 앤 플로렌스
마거릿 앤 플로렌스(Margaret Anne Florence, 1978년 12월 8일 ~ )는 미국의 배우, 모델이다.
찰스턴에서 태어났다.

## 출연 작품
- 더 원 (2011년) - 젠 역
- 마이티 맥스 (2010년) - 로즈마리 키넌 역
- 새로운 딸 (2009년)
- 겁나는 여친의 완벽한 비밀 (2006년)

### 텔레비전
- 가딩 라이트 (1952년)